# Ленинградский рок
Ленинградский рок — направление (школа) в русском роке, формировавшееся в Ленинграде в 1970-х годах и пережившее расцвет в 1980-х во времена существования Ленинградского рок-клуба.
Знакомство Ленинграда с рок-культурой произошло в июле 1957 года во время VI Фестиваля молодёжи и студентов. Зарубежные гости завезли в Советский Союз новое танцевальное течение и музыку рок-н-ролл. В 1960-е годы в городе появились нелегально привезённые из-за границы записи The Beatles, после чего интерес к рок-музыке стал носить массовый характер. В городе начали появляться гитарные коллективы, которых сначала было несколько десятков, но позже счёт пошёл на сотни.
В 1966 году в Ленинграде впервые официально выступили «Поющие гитары», став первым вокально-инструментальным ансамблем в городе. Их число стало расти. Рок-группы сначала противопоставляли себя ВИА, но позже были вынуждены идти работать в аналогичные коллективы. В 1968 году выступила группа «Кочевники», которая в отличие от других ансамблей, исполнявших кавер-версии зарубежных песен, представили собственный оригинальный репертуар. Вслед за ними в конце 1960-х появились группы «Горизонт», «Аргонавты» и «Галактика».
В 70-е годы рок-коллективы выступали в клубах и на танцевальных площадках Ленинградской области. Ввиду дефицита качественных музыкальных инструментов, в первую очередь — синтезаторов, преобладали направления, в которых на первый план выходили электрогитары. Наиболее известными группами этого периода стали «Санкт-Петербург», «Аргонавты», «Арсенал», «Пост», «Q-69», «Россияне» и другие. В середине 1970-х состоялись первые попытки звукозаписи с помощью подручного оборудования. С 1976 году в Ленинград регулярно приезжала московская группа «Машина времени», чьи выступления пользовались большим успехом, особенно на фоне кризиса местной музыкальной сцены. Лишь в конце 1970-х годов известность получили местные группы «Кронверк», «Зеркало», «Балаган», а также реформированные «Россияне» и «Земляне».
В январе 1981 года был организован Ленинградский рок-клуб. Его члены принимали участие в концертах, организованных клубом, и могли показывать своё творчество. Это также вылилось в монополию рок-клуба на проведение концертов. Если музыкантов уличали в квартирных концертах, их изгоняли из организации. На фоне других коллективов того времени выделялись «Тамбурин», «Кино», «Выход» и «Странные игры». В середине 1980-х началась вторая волна развития рок-музыки. По словам Алексея Козлова, «ленинградская школа дала такие крупные имена как  «Аквариум», «Кино», «Алиса, «ДДТ»,« Странные игры», «Телевизор», «Зоопарк», «Поп-механика». Также в городе возникла полулегальная студия звукозаписи под руководством Андрея Тропилло, в которой использовалось оборудование, списанное с «Мелодии». На ней записывались альбомы «Кино», «Аквариума», «Алисы», «Зоопарка», «Ноля» и «Машины времени». В то же время, в 1984 обострились гонения на рок-музыкантов, чья нерегламентированная деятельность могла повлечь за собой увольнение из работы или исключение из ВЛКСМ. В 1985 году после визита Джоанны Стингрей русский рок начал легализироваться и распространяться за пределами страны. Звёздные исполнители «вышли из подполья»: Борис Гребенщиков записал англоязычный альбом, а Виктор Цой начал сниматься в кино. В Петербург стали съезжаться талантливые музыканты со всей страны, включая Юрия Шевчука и ДДТ, Nautilus Pompilius, Настю Полеву, Сергея Чигракова и других.
После путча 1991 года и распада СССР цензура и запреты в музыке исчезли. В городе стали открываться новые музыкальные заведения и клубы. Рок-сцена Петербурга начала возрождаться. Вернулся интерес к старым коллективам — «Аквариум», «Аукцыон», ДДТ, «Секрет», а также появились новые — «Сплин», «Чиж и Co», Tequilajazzz, «Король и шут» и другие.